# Tsugaru
Tsugaru (つがる市, Tsugaru-shi?) è una città giapponese della prefettura di Aomori.